# Come In and Burn
Come In and Burn è il quinto album in studio del gruppo musicale statunitense Rollins Band, pubblicato nel 1997.

## Tracce
1. Shame – 5:32
2. Starve – 4:08
3. All I Want – 4:41
4. The End of Something – 4:50
5. On My Way to the Cage – 3:20
6. Thursday Afternoon – 4:04
7. During a City – 3:39
8. Neon – 4:28
9. Spilling Over the Side – 3:44
10. Inhale Exhale – 3:39
11. Saying Goodbye Again – 3:34
12. Rejection – 4:37

## Formazione
- Henry Rollins – voce
- Chris Haskett – chitarra
- Melvin Gibbs – basso
- Sim Cain – batteria